# 959
El 959 (CMLIX) fou un any comú començat en dissabte del calendari julià.

## Esdeveniments
- 1 d'octubre: Edgar el Pacífic succeeix al seu germà Eduí el Bell com a rei d'Anglaterra.

## Necrològiques
- Constantí VII, emperador romà d'Orient.